# キンタル
キンタル、キンタール (quintal) は、かつて使われていた質量の単位である。国によって定義が異なるが、ほとんどの場合、基本となる単位（ポンド、キログラム など）の100倍として定義されているが、いくつかの国では100倍から変化している。

## 名称
centner（独:ツェントネル、英:セントナー）とも言う。また一部の国地域ではキンタルの4分の1に値する単位をアローバとして用いられている。
どちらも、ラテン語で100を意味する centenarius を語源とする。centenarius が quintal になるまでには、複雑な経過を辿っている。
まず後期ラテン語で centenarium pondus、後期ギリシャ語で kentenarion、アラビア語で qintar、中世ラテン語で quintale と変化し、最後に古フランス語で quintal となった。centner は centenarius をそのままドイツ語化したものである。
アラブ社会では、現在でもキンタル (qintar) が使われている。キンタルという単位は、アラブの貿易商によってヨーロッパに再輸入されたものである。

## 量
ヨーロッパ諸国の多くでは、古代ローマの質量の単位リーブラ（ローマポンド）を受け継いでおり、質量の基本単位は 500 g 前後である（たとえばイギリスでは1ポンド ≒ 454 g）。そのため、1キンタルは 50 kg 前後である。
英語圏では quintal も centner もハンドレッドウェイトの別名とされている。ハンドレッドウェイトは、当初は100ポンド ≒ 45.36 kg である。ただし、後にイギリスでは112ポンド ≒ 50.84 kg に変更された。
フランスでは、100リーブル（フランスポンド） ≒ 48.95 kg だった。ただし、メートル法施行後に 100 kgに改められた。
スペインでは、100リーブラ（スペインポンド） ≒ 46.10 kg だった。
ポルトガルでは、128リーブラ（ポルトガルポンド） ≒ 58.75 kg だった。

## メトリック・キンタル
メトリック・キンタル (英語 metric quintal) またはキンタル・メトリコ (スペイン語 quintal metrico) は、100キログラムと定義されている。すなわち10分の1トンである。ただしこの単位はSI単位ではない。
フランスでメートル法の導入に伴い制定された。アメリカ合衆国では1866年に公式に採用され、穀物の計量など一部で使われるものの、一般には100ポンドのキンタルが使われる。
ドイツ、アラブ諸国などは、伝統的なキンタルに近い50キログラムをメトリック・キンタルとしている。

## 各国のキンタル
| kg      | 定義        | 国                                 |
| ------- | ----------- | ---------------------------------- |
| 045.36  | 100ポンド   | アメリカ合衆国                     |
| 045.94  | 100リーブラ | アルゼンチン ウルグアイ パラグアイ |
| 046.00  | 100リーブラ | ボリビア                           |
| 046.025 | 100リーブラ | メキシコ                           |
| 046.10  | 100リーブラ | スペイン チリ ペルー               |
| 048.95  | 100リーヴル | フランス(革命前)                   |
| 050     |             | コロンビア                         |
| 050.75  |             | モロッコ                           |
| 050.84  | 112ポンド   | イギリス                           |
| 058.75  | 128リーブラ | ポルトガル                         |
| 058.76  | 128リーブラ | ブラジル                           |
| 100     |             | フランス                           |